# Sbor Sixtinské kaple
Papežský pěvecký sbor Sixtinské kaple, v doslovném překladu Papežská sixtinská hudební kapela (italsky Cappella musicale pontificia sistina, latinsky Capella Musica Pontificalis Sixtina) je vícehlasý sbor se sídlem ve Vatikánu. Jeho úkolem je hudebně doprovázet papežské liturgie. Jedná se o jeden z nejstarších dosud fungujících pěveckých sborů na světě.

## Etymologie
Slovo kapela, označující v češtině hudební těleso, je odvozeno od italského výrazu capella, jehož původní význam je kaple, tedy místo, kde se provozuje duchovní hudba. Přenesením významu se capella stala též označením pro církevní pěvecký sbor (zpívající v kapli) a později pro jakékoliv hudební těleso – kapelu. Z téhož slova byl také odvozen výraz „zpěv a cappella“, tedy vícehlasý zpěv bez doprovodu hudebních nástrojů, typický pro duchovní hudbu v kapli.
Označení „sixtinská“ (italsky Sistina) odkazuje na papeže Sixta IV., který těleso vytvořil pro své osobní potřeby k soukromým bohoslužbám v nově založené Sixtinské kapli (kterou nechal postavit a propojit s papežským palácem).

## Historie
Zpěv byl od počátku křesťanství nedílnou součástí římské liturgie. Vzácné písemné zprávy dokládají existenci papežského pěveckého souboru s názvem Schola cantorum již v době papeže Silvestra I. (314–335). Soubor významně reorganizoval papež Řehoř I. (590–604), který je proto někdy pokládán za jeho oficiálního zakladatele. Způsob přednesu se stal vzorem pro zbytek křesťanské Evropy. I v jiných zemích byly zakládány školy církevního zpěvu podle římského vzoru a šířily se liturgické knihy.
  

Tradici římského pěveckého sboru přerušil přesun papežského sídla z Říma do Avignonu v letech 1309–1378. Obnovil ji až papež Sixtus IV. (1471–1484) brzy po svém zvolení. Dne 9. srpna 1471 vydal pokyn ke zřízení papežského pěveckého sboru s názvem Kolegium zpívajících kaplanů (italsky Collegio dei Cappellani cantori), který bude doprovázet soukromé bohoslužby v osobní papežské kapli, krátce nato nahrazené Sixtinskou kaplí.

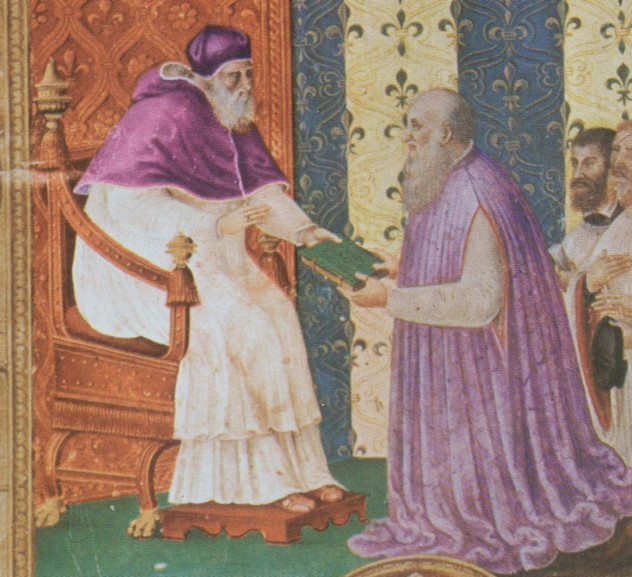
Ludovico Magnasco představuje stavbu kaple papeži Pavlovi III.

Papeži najímali do svých služeb nejslavnější skladatele a hudebníky své doby, aby pomáhali šířit prestiž i duchovní poslání papežského sboru. Ještě před oficiálním založením Kolegia zpívajících kaplanů působil na papežském dvoře v letech 1428–1433 Guillaume Dufay, v letech 1486–1494 v nově vzniklém sboru tvořil Josquin Desprez. Mezi nejvýznamnější osobnosti 16. století patří Cristóbal de Morales (1535–1545) či Jacob Arcadelt (1540–1551). V roce 1555 se členem papežského sboru krátce stal i Giovanni Pierluigi da Palestrina, který souběžně od roku 1551 působil ve sboru Capella Giulia. V letech 1629–1652 se sboru sixtinské kaple věnoval Gregorio Allegri.
V 18.–19. století byl již papežský sixtinský sbor proslulým hudebním tělesem a mnoho lidí cestovalo do Říma jen proto, aby si vyslechli jeho koncert.  
Ve 20. století sbor vedli Domenico Mustafà (1848–1902), Lorenzo Perosi (1902–1956) a Domenico Bartolucci (1956–1997). Postupně jej transformovali v moderní hudební těleso a opustili některé staré tradice (například využití kastrátů), současně však zachovali prvořadý účel sboru (hudební doprovod papežských liturgií) i původní hudební formy, s důrazem na gregoriánský chorál a renesanční polyfonii.
Papež František dne 17. ledna 2019 pověřil správou papežského sboru Úřad pro papežské bohoslužby (do té doby spadal Sbor sixtinské kaple pod správu Prefektury papežského domu). Tento přesun byl roku 2022 potvrzen v nové apoštolské konstituci Praedicate Evangelium (článek 233, § 2).

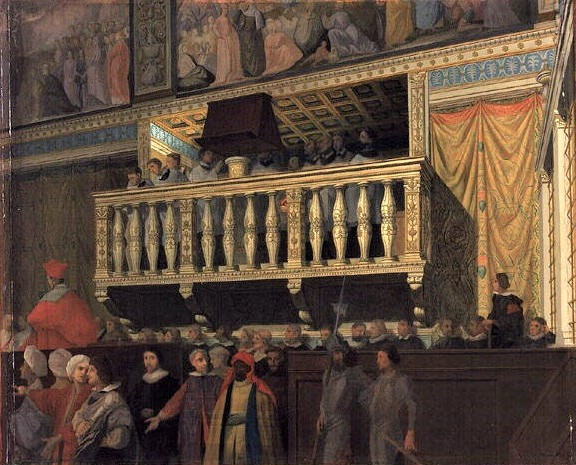
Sbor sixtinské kaple na obraze z roku 1848

## Složení sboru
Sbor vždy byl a stále je výhradně mužský a vystupuje obvykle bez doprovodu. K roku 2024 jej tvořilo 24 dospělých zpěváků (italsky Cantori – basy, tenory) a přibližně 30 chlapců (italsky Pueri cantores – alty, soprány). Dospělí členové jsou profesionálními zpěváky, kteří jsou za svou práci placeni. Chlapci nedostávají finanční odměnu, ale získávají bezplatné vzdělání ve speciální škole, známé jako Schola Puerorum.
Nedospělí chlapci s vysoko posazenými hlasy byli součástí papežského sboru již od středověku. Od poloviny 16. století však začali být nahrazováni dospělými kastráty s vyšším objemem plic i silou hlasu. Až na počátku 20. století se sbormistr Lorenzo Perosi zasadil o to, aby bylo od tradice kastrovaných zpěváků upuštěno. Na základě Perosiho naléhání papež Lev XIII. zakázal přijímání dalších kastrátů do sboru. Jeho rozhodnutí potvrdil 22. listopadu 1903 i nově zvolený papež Pius X. vydáním motu proprio s názvem Tra le Sollecitudini, v němž výslovně požaduje, aby vysoké tóny zpívali podle původní tradice nedospělí chlapci. Stávající členové však mohli ve svém angažmá pokračovat, takže kastráti v papežském sboru v omezené míře působili až do roku 1913, kdy odešel do důchodu poslední z nich, Alessandro Moreschi.

### Schola puerorum
Dětští zpěváci (pueri cantores) nebyli ještě na počátku 20. století plnoprávnými členy sixtinského sboru a jeho pevnou součástí se stali až v roce 1956 v rámci celkové reorganizace pod vedením Domenica Bartolucciho. Ten se zasadil i o vznik soukromé školy pro malé pěvce od 9 do 13 let s názvem Schola Puerorum. Škola sídlí na Via del Monte della Farina v Římě, v sousedství baziliky Sant'Andrea della Valle, v budově, která je současně administrativním centrem a zkušebnou celého sixtinského sboru. Součástí běžné školní výuky podle italských osnov je též každodenní nácvik zpěvu. Vhodní kandidáti ke studiu jsou vybíráni z třetích tříd základních škol v Římě a okolí. Po absolvování konkurzu čeká vybrané děti přípravný ročník. Následně jako žáci páté třídy oficiálně vstupují do sboru v den svaté Cecílie (22. listopadu), kdy společně recitují přísahu v bazilice svaté Cecilie v Trastevere.

## Aktivity sboru
Hlavním posláním papežského pěveckého sboru je hudebně doprovázet liturgie v Sixtinské kapli, bazilice sv. Petra i v jakémkoli jiném kostele v Římě, pokud je slouží papež. Bohoslužby v bazilice sv. Petra bez účasti papeže doprovází Capella Giulia.
Pod vedením Domenica Bartolucciho se však sbor v 2. polovině 20. století začal účastnit i rozhlasových a televizních vysílání a také pravidelných mezinárodních zájezdů, včetně turné po Spojených státech v roce 1986.
V roce 2012 sixtinský sbor poprvé ve své historii vystupoval společně s jiným pěveckým tělesem, když pozvání do baziliky sv. Petra ve Vatikánu přijal sbor westminsterského opatství. Spolupráce pak pokračovala v Londýně i v Římě v letech 2015 a 2018.
Roku 2014 podnikl papežský sbor své první turné po Asii.

### Diskografie
Již v roce 1995 bylo vydáno první CD se záznamy pěveckých vystoupení (Concert at the Vatican), pod vedením Massima Palombelly pak začal sbor vydávat i studiové hudební nahrávky, a to výhradně u vydavatelství Deutsche Grammophon. V roce 2016 sbor získal prestižní cenu Echo Klassik za nahrávku Cantate Domino.
- 1995 – Concert at the Vatican
- 2013 – Christmas in the Vatican (Acanta)
- 2014 – Habemus Papam (Deutsche Grammophon) – nahrávky hudby, zpívané během konkláve, které v roce 2013 zvolilo papeže Františka
- 2015 – Puer natus est nobis, Natale con Pope Francesco (Deutsche Grammophon)
- 2015 – Cantate Domino (Deutsche Grammophon) – první studiová nahrávka
- 2016 – Palestrina (Deutsche Grammophon) – skladby Palestriny - moteta a Missa Papae Marcelli
- 2017 – Veni Domine (Deutsche Grammophon) – adventní a vánoční hudba
- 2019 – O Crux Benedicta (Deutsche Grammophon) – hudba postní doby a Svatého týdne

## Osobnosti spojené se sborem
V moderní historii byli součástí chlapecké části sboru Sixtinské kaple (Pueri cantores) například pozdější tenoristé Beniamino Gigli a Vittorio Grigolo či herec Alberto Sordi, který zpíval soprán v době pontifikátu papežů Pia XI. a Jana XXIII. Ve sboru působili též tři členové italské hudební skupiny I Cugini di Campagna – Giorgio Brandi a bratři Ivano a Silvano Michetti. Podle slov Francesca Cossigy byl mezi pueri cantores ve 30. letech 20. století také budoucí předseda vlády Itálie, Giulio Andreotti.

### Seznamregenschori
- Giuseppe Baini † (1818 – 21. května 1844)
- Domenico Mustafà † (1848 – 17. března 1902)
- Lorenzo Perosi † (1902 – 12. října 1956)
- Domenico Bartolucci † (1956 – 29. května 1997)
- Giuseppe Liberto (29. května 1997 – 16. října 2010)
- Massimo Palombella, S.D.B. (16. října 2010 – červenec 2019)
- Marcos Pavan (od 22. listopadu 2020)[33]